# Moana la scandalosa
Moana la scandalosa è un film pornografico del 1988 diretto da Riccardo Schicchi con protagonista Moana Pozzi.
Il film, simile a Fantastica Moana del 1987, lancia definitivamente l'attrice nel mondo del porno.

## Trama
Moana viene violentata da giovane mentre fa il bagno nuda in delle sorgenti termali da quattro teppisti arrivati direttamente nudi a bordo di due motociclette, una Suzuki ed una Honda, indossando solo caschi Nava.
Complessata, Moana, che nel frattempo esercita la professione di medico, incontra finalmente Rocco, un suo paziente al quale sta fasciando una ferita della gamba destra procurata in una gara di motocross, che per redimerla decide di lanciarla nel settore pornografico.
Seduti ad un tavolino esterno di un bar, Rocco mostra a due sue amiche alcune foto di Moana e chiede ad una di queste di aiutarlo presentandogli un fotografo molto importante.
Così Rocco e Moana entrano in una discoteca e, lasciata un attimo seduta ad un divano, Rocco si appresta a conoscere il fotografo che l'aiuterà a lanciare Moana nel porno.
Tornata da lei, Rocco afferma il suo amore per lei e infine le chiede di sposarla per poi portarla a ballare.
Moana si preoccupa per Rocco mentre partecipa ad orge e gangbang sui vari set dei servizi fotografici del porno, Rocco si trastulla ovunque e si fa coprire di regali tra cui l'acquisto di una Mercedes con i soldi di Moana. È ovvio che la storia così non può andare avanti e Moana lo tradisce per poi chiedergli il divorzio.
Rocco alla fine segue di nascosto Moana con l'amante fino ad una casa ove assiste dal balcone i due amanti consumare una scena di sesso.
Rocco entra nella stanza e, dopo aver legato l'amante ad una sedia e averlo colpito con il calcio della pistola, consuma un rapporto con Moana per poi spararle e alla fine preso dalla disperazione, puntarsi la pistola in bocca e suicidarsi.